# Aleix II Comnè
|  | Per a altres significats, vegeu «Aleix II». |

Aleix II Comnè (en grec: Ἄλεξις o Ἀλέξιος Κομνηνός, en llatí: Alexius II Comnenus) (1167-1183), fou emperador romà d'Orient del 1180 al 1183.
Era fill de l'emperador Manuel I Comnè, nascut el 1169 (segons Nicetes Coniata, el 1167). Als tretze anys (1179) es va casar amb Agnès de França, filla del rei Lluís VII de França. A la mort del seu pare el va succeir en el tron sota regència de la seva mare Maria d'Antioquia, filla del príncep Ramon d'Antioquia.
En un cop d'estat, Andrònic I Comnè va obligar el jove emperador a signar l'ordre d'execució de la regent. Tot seguit el va fer matar i es va proclamar emperador (1183).

## La successió de Manuel I
El regnat de Manuel I Comnè (1143-1180) havia marcat l'apogeu dels Comnens. El 1161 es va casar en segones noces amb Maria d'Antioquia, germana del príncep Bohemon III i filla de Ramon d'Antioquia. Com a estrangera que era, no va ser mai acceptada per la resta de la família dels Comnens ni pels romans d'Orient. Manuel estava llavors en una posició estable de superioritat: en pau amb els normands de Sicília i amb Frederic Barba-Roja; havia signat una treva amb Nur-ad-Din Mahmud i Kilij Arslan I s'havia reconegut vassall de l'Imperi Romà d'Orient; havia aprofitat la mort del rei Geza II d'Hongria per sotmetre el país juntament amb els serbis, que eren una font constant d'agitació i els va forçar a cedir a l'imperi les regions de Dalmàcia i Croàcia.
Manuel Comnè no tenia fills mascles del seu anterior matrimoni, i pretenia que Béla III d'Hongria es casés amb la seva filla Maria Comnena per seguir la seva línia. Béla rebé el títol de "dèspota" (despotes), un nou càrrec creat per a ell que tan sols estava per sota de l'emperador. Els anys 1164 i 1165 Béla va acompanyar l'emperador Manuel en campanyes contra Hongria, per conquerir l'"herència paterna" de Béla (els ducats de Croàcia i Dalmàcia). Però quan Manuel es va tornar a casar i va néixer el seu fill Aleix, Béla va perdre la seva rellevància i el prometatge de Béla amb Maria va ser substituït pel d'una germana de la nova dona de Manuel. El 1173 va morir el rei d'Hongria Esteve IV i des de la cort hongaresa van reclamar el retorn de Béla per la successió, Manuel va accedir a condició que Béla jurés respectar els interessos de l'Imperi Romà d'Orient.
Manuel va morir el 24 de setembre del 1180 quan el seu fill Aleix només tenia onze anys. Uns mesos abans, per tal d'assegurar la reconciliació amb Lluís VII de França va casar el seu fill amb la filla del rei francès Agnès, que tenia nou anys. Va donar l'ordre que en cas de morir mentre Aleix encara fos menor d'edat, la regència la faria la seva mare, Maria d'Antioquia, amb la condició que ella prengués l'hàbit monàstic. Obeint la darrera voluntat del seu marit, Maria va prendre l'hàbit i va adoptar el nom de Xena per la seva condició de monja, que vol dir «l'estrangera». Això no li va impedir continuar vivint al palau imperial, fins i tot es va atrevir a tenir un amant, el protosebast Aleix Comnè, nebot de Manuel i oncle de la reina de Jerusalem.
La regent aviat es va guanyar l'antipatia dels romans d'Orient perquè afavoria els mercaders itàlics i francs i demostrava preferència per tot allò que venia d'occident. Ràpidament es va començar a ordir una conspiració instigada per la filla de Manuel, Maria i el seu marit Rainier de Montferrat. L'objectiu era probablement assassinar el protosebast i permetre al matrimoni de Maria i Rainier exercir la regència en nom d'Aleix II. Però la conspiració fou descoberta i Maria i Rainier es van refugiar a Santa Sofia per demanar protecció al patriarca Teodosi. Allà van passar dos mesos mentre l'agitació als carrers anava en augment. Finalment es van rendir a canvi del perdó de la regent, el patriarca per la seva part fou enviat a l'exili, decisió que va aixecar noves sublevacions. Un temps després la regent li va permetre tornar a Constantinoble amb gran pompa.

## Atacs de Béla III d'Hongria i Arslan II
Aleix II no semblava tenir desig d'assolir el poder, vivia despreocupat, dedicat als jocs, anar de cacera i altres entreteniments.
Davant la feblesa de la regència, Béla III va trencar la promesa que havia fet a l'emperador Manuel i va iniciar campanya militar per recuperar per Hongria els territoris de Dalmàcia i Croàcia. El 1183, amb l'ajut del gran žoupan Esteve Nemanja de Sèrbia, va iniciar l'atac: Belgrad, Braničevo, Naïssus foren conquerides.
A Àsia menor, el soldà seljúcida Kilij Arslan II va tallar l'enllaç entre l'Imperi Romà d'Orient i la costa ocupant les ciutats de 
Cotièon a Frígia, Sozòpolis a Pisídia, i va arribar fins a Attàlia. El rei d'Armènia, Rubèn III, també va aprofitar per ocupar territori de la Cilícia romana d'Orient.

## La usurpació d'Andrònic
Andrònic Comnè era fill d'Isaac Sebastocrator, net de l'emperador Isaac I Comnè, i havia passat molts anys o bé empresonat o bé exiliat per faltar a la confiança de l'emperador Manuel. L'any 1182 va aplegar un petit exèrcit i va marxar cap a Constantinoble. La regent va enviar tropes al seu encontre comandades pel general Andrònic Àngel i es van trobar a prop de Nicomèdia, on Andrònic Comnè va reeixir vencedor, ja que les tropes de la regent es van passar al seu bàndol. Andrònic Comnè va fer arrestar el protosebaste, un temps després el va fer cegar i mentrestant va exigir l'entrada en un convent de la regent. Al maig els romans d'Orient, sabedors de la proximitat de les tropes d'Andrònic, van deixar anar la fúria acumulada i es van posar al capdavant de la revolta.
Els partidaris de la regent van fugir cap a Síria i els que no van poder fugir van cercar refugi en llocs sants. Malgrat tot, la multitud no va respectar ni tan sols els que eren a l'Hospital dels Cavallers de Sant Joan, que van ser morts als llits; al legat papal li van tallar el cap i el van lligar a la cua d'un gos. En uns dies es van trencar els esforços de Manuel per acostar l'Imperi Romà d'Orient a Occident.
Al setembre Andrònic va fer coronar Aleix II a l'església de Santa Sofia. Tot seguit va fer empresonar Maria i Rainier, que van morir enverinats. Uns dies després, va obligar l'emperador a signar l'execució de la seva mare sota acusació de conspirar amb el rei d'Hongria. La major part dels funcionaris van ser substituïts per altres fidels a Aleix i Andrònic. L'any següent, quan Andrònic va saber que els fills d'Andrònic Àngel havien encetat una revolució a Nicea, es va fer coronar coemperador. Unes setmanes després Aleix va aparèixer estrangulat al seu llit i Andrònic va manar que llancessin el seu cos a la mar.